# We Like 2 Party (bài hát của Big Bang)
"We Like 2 Party" là đĩa đơn của ban nhạc Hàn Quốc Big Bang và được phát hành dưới dạng kĩ thuật số vào ngày 1 tháng 6 năm 2015 bởi hãng thu âm YG Entertainment. Bài hát nằm trong album đĩa đơn A thuộc album phòng thu tiếng Hàn thứ ba MADE.

## Bối cảnh
Poster quảng bá cho bài hát được công bố vào ngày 28 tháng 5 năm 2015 bởi YG Entertainment. Poster thứ hai ra mắt một ngày sau với tên của những người tham gia sản xuất bài hát. Tuy nhiên bài hát gặp trở ngại từ đài truyền hình Hàn Quốc KBS do sử dụng từ thô tục và nhắc đến tên nhãn hiệu trong lời bài hát. YG Entertainment đã xem xét sửa lại bài hát cho phù hợp tuy nhiên đến nay chưa có bất kì sự thay đổi nào.

## Diễn biến thương mại
Trong tuần đầu tiên sau khi phát hành, "We Like 2 Party" đạt vị trí thứ ba trên Gaon Digital Chart với 278.367 bản kĩ thuật số được tiêu thụ. "We Like 2 Party" là đĩa đơn bán chạy thứ hai trong tháng 6 tại Hàn Quốc, chỉ xếp sau "Bang Bang Bang" với 515.406 bản và 16,933 triệu lượt nghe trực tuyến.

## Video âm nhạc
Video âm nhạc của "We Like 2 Party" được quay tại Đảo Jeju vào ngày 19 tháng 5 năm 2015. Video được tạo nên từ nhiều video tự quay của chính các thành viên của Big Bang, thậm chí là các cảnh quay khi họ đang say với mục đích tạo sự chân thực và tự nhiên cho video. Video cho người xem thấy một hình ảnh Big Bang vô tư, tự do vui chơi, tiệc tùng, uống rượu khác hẳn với những video trước đây. Billboard K-Town đánh giá cao sự nhiệt tình của nhóm và tình cảm gắn bó của các thành viên
"We Like 2 Party" là video K-Pop được xem nhiều nhất tại Hoa Kỳ trong tháng 6 năm 2015 theo Billboard.

## Xếp hạng
| Bảng xếp hạng (2015)                             | Vị trí cao nhất |
| ------------------------------------------------ | --------------- |
| Nhật Bản Hot 100 (Billboard)                     | 27              |
| Hàn Quốc (Bảng xếp hạng đĩa đơn hàng tuần Gaon)  | 3               |
| Hàn Quốc (Bảng xếp hạng đĩa đơn hàng tháng Gaon) | 4               |
| Hoa Kỳ (Billboard World Digital Songs)           | 2               |

## Doanh số
| Quốc gia                               | Doanh số |
| -------------------------------------- | -------- |
| Hàn Quốc (Gaon Download Chart)         | 709.838  |
| Hoa Kỳ (Billboard World Digital Songs) | 7.000    |